# فاثيلاككوس (ثيسالونيكي)
فاثيلاككوس (Βαθύλακκος) هي مدينة في ثيسالونيكي في مقاطعة فوريا إلادا في اليونان.
يبلغ عدد سكانها حوالي 2267 نسمة.